# Gonimbrasia osiris
Gonimbrasia osiris är en fjärilsart som beskrevs av Druce 1896. Gonimbrasia osiris ingår i släktet Gonimbrasia och familjen påfågelsspinnare. Inga underarter finns listade i Catalogue of Life.